# Chilobrachys dyscolus
Chilobrachys dyscolus là một loài nhện trong họ Theraphosidae.
Loài này thuộc chi Chilobrachys. Chilobrachys dyscolus được Eugène Simon miêu tả năm 1886.